# Carmen Fraga Estévez
Carmen Fraga Estévez est une femme politique espagnole née le 19 octobre 1948 à León. Membre du Parti populaire, elle est députée européenne depuis les élections européennes de 1994, réélu lors des élections européennes de 1999, des élections européennes de 2004 et des élections européennes de 2009.
Au Parlement européen, elle siège au sein du Groupe du Parti populaire européen, et est membre de la Commission de la pêche, dont elle a été la présidente de 1997 à 1999.